# William Nolan
William Nolan (Motherwell, 26 gennaio 1954) è un arcivescovo cattolico britannico, dal 4 febbraio 2022 arcivescovo metropolita di Glasgow.

## Biografia

### Formazione e ministero sacerdotale
Dopo aver sostenuto gli studi filosofici e teologici presso i seminari di Langabank e Aberdeen, è stato ordinato sacerdote il 30 giugno 1977.
Nel 1978 ha conseguito la laurea in teologia morale presso la Pontificia Università Gregoriana di Roma.
Dal 1988 al 1991 è stato vice rettore del pontificio collegio scozzese di Roma.

### Ministero episcopale
Il 22 novembre 2014 papa Francesco lo ha nominato vescovo di Galloway.
Ha ricevuto l'ordinazione episcopale il 14 febbraio 2015 dalle mani dell'arcivescovo metropolita di Saint Andrews ed Edimburgo Leo Cushley, co-consacranti il vescovo emerito e suo predecessore di Galloway Maurice Taylor e il nunzio apostolico della Gran Bretagna Antonio Mennini. All'interno della Conferenza episcopale scozzese è presidente della commissione Giustizia e Pace.
Il 27 novembre 2018 ha partecipato alla visita ad limina a Roma con il Santo Padre .
Nel 2021 ha istituito un ufficio per la cura del creato in tutta la Scozia per riflettere le priorità dell'enciclica Laudato si' di papa Francesco.
Il 4 febbraio 2022 papa Francesco lo ha nominato arcivescovo metropolita di Glasgow , succedendo al deceduto Philip Tartaglia. Ha preso possesso dell'arcidiocesi il 26 febbraio successivo.
In seno alla Conferenza episcopale di Scozia è responsabile del servizio per l'istruzione cattolica scozzese (SCES), dell'ufficio per la cura del creato, di Justice and Peace Scotland e del fondo di aiuti internazionali cattolico scozzese (SCIAF).

## Genealogia episcopale
La genealogia episcopale è:
- Cardinale Scipione Rebiba
- Cardinale Giulio Antonio Santori
- Cardinale Girolamo Bernerio, O.P.
- Arcivescovo Galeazzo Sanvitale
- Cardinale Ludovico Ludovisi
- Cardinale Luigi Caetani
- Cardinale Ulderico Carpegna
- Cardinale Paluzzo Paluzzi Altieri degli Albertoni
- Papa Benedetto XIII
- Papa Benedetto XIV
- Papa Clemente XIII
- Cardinale Enrico Benedetto Stuart
- Papa Leone XII
- Cardinale Chiarissimo Falconieri Mellini
- Cardinale Camillo Di Pietro
- Cardinale Mieczysław Halka Ledóchowski
- Cardinale Jan Maurycy Paweł Puzyna de Kosielsko
- Arcivescovo Józef Bilczewski
- Arcivescovo Bolesław Twardowski
- Arcivescovo Eugeniusz Baziak
- Papa Giovanni Paolo II
- Cardinale James Michael Harvey
- Arcivescovo Leo William Cushley
- Arcivescovo William Nolan